# General Rodríguez (partido)
Pour les articles homonymes, voir Rodríguez.
General Rodríguez est un partido de la province de Buenos Aires fondé en 1878 dont la capitale est General Rodríguez.